# 두문자어

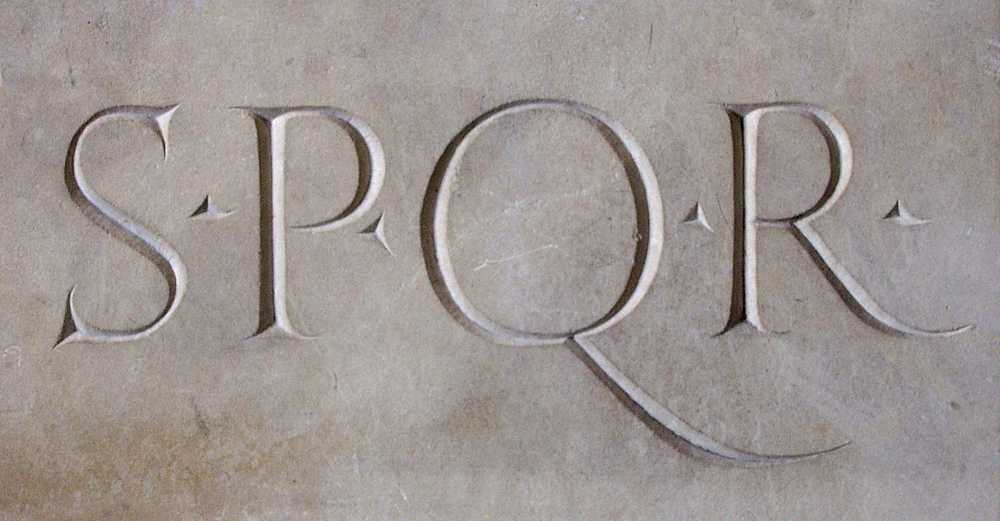

두문자어(頭文字語)는 낱말의 머리글자를 모아서 만든 준말이다. 한국어의 자민련, 노사모 등과 영어의 UN, NATO, DNA 등이 있다.

## 표기법
영어 스타일 가이드에서 규정하는 가장 중요한 두문자어 표기법 방식은 아래 두가지 방식이다.
(1) U.S.A. - 모든 두문자어 끝마다 이 알파벳은 어떤 생략되는 단어의 두문자어라는 의미로  온점을 찍기

(2) USA - 모든 두문자어 끝에 붙이는 온점을 편의상 생략하기

즉 모든 두문자어 끝마다 온점을 붙이던가 아니면 모든 온점을 생략하는 두가지 표기법만 존재하는 것으로 한국인들이 흔히 사용하는 U.S.A 이런 두문자어 표기법은 영어에 존재하지 않는다.
부연하자면 미국식 영어의 경우 원칙적으로는 두문자어마다 뒤에 생략된 글자가 있음을 표기하기 위해 온점을 쓰고 띄어쓰기를 해야 하지만(예: D. N. A.), 최근의 사용법에서는 P.S.처럼 전통적인 표기법으로 굳어진 단어가 아니라면 특별히 오해 소지가 없는 경우 미국 영어에서도 대부분 온점 구분 없이 쓴다. 영국식 영어에서는 두문자어에서 온점을 쓰지 않는 것이 원칙이다. NATO의 경우에는 관례적으로 작은 대문자를 이용해서 표기를 많이 하고 Unicef나 Unesco처럼 4자 이상의 두문자어의 경우에는 첫 글자만 대문자로 쓰고 나머지는 소문자를 쓰는 것이 일반적이다. 에스파냐어의 경우 머리글자를 중복시켜 주는데, 예를 들어 ‘Estados Unidos(미합중국)’를 줄여서 EE.UU.로 쓴다.

## 의사 두문자어
두문자어 자체가 원래 이름을 대체하여 새 이름이 되는 경우도 있다. SAT의 경우 원래 ‘학습 능력 적성 시험(Scholastic Aptitude Test)’, ‘학습 능력 평가 시험(Scholastic Assessment Test)’의 약자였지만, 지금은 공식적으로 아무 뜻도 없다. 기업의 이미지를 바꾸기 위해 이름을 두문자어로 바꾸기도 한다. 켄터키 프라이드 치킨은 KFC가 되었다. 영국석유회사(British Petroleum)는 BP로 이름을 바꾸어서 석유만 다루는 회사가 아니라는 점을 홍보하고 있다. 로마자 두문자어로 이름을 바꾸려는 경향은 2000년대 대한민국의 기업에서도 보인다. (예:LG, GS, LS, SK, LIG, STX 등)
두문자어는 다국적 기업에게 유리하다. 국제사무기기회사(International Business Machines Corporation)는 긴 이름을 현지 언어로 번역하는 것을 피하기 위해 IBM으로 이름을 바꾸었다.(한국 IBM, 일본 IBM 등.)
다음은 원래 약어였던 두문자어가 공식 명칭이 된 경우이다.
- BP: 원래 사명은 British Petroleum이었지만, 석유 이외의 사업으로까지 확장하면서 바꾸었다.
- IBM: International Business Machines의 몇몇 지사는 ‘IBM’을 공식 명칭으로 쓴다.
- KFC: Kentucky Fried Chicken
- NASDAQ: National Association of Securities Dealers Automated Quotations의 약자였다.
- SAT: Scholastic Aptitude Test, Scholastic Assessment Test, Scholastic Achievement Test 등의 약자였지만, 지금은 어떤 말의 약자도 아니다.

## 같이 보기
- 준말
- 두문자어 목록
- 배크로님
- 이합체시